# Gemeinsame Service-Stellen für Rehabilitation
Gemeinsame Servicestellen für Rehabilitation sind in Deutschland im Jahr 2002 bundesweit in  Umsetzung der Bestimmungen des Sozialgesetzbuchs SGB IX von den Rehabilitationsträgern eingerichtet worden. Die bis zum 31. Dezember 2017 gemäß § 22 SGB IX in der am 31. Dezember 2017 geltenden Fassung errichteten gemeinsamen Servicestellen bestehen gemäß § 241 VII SGB IX längstens bis zum 31. Dezember 2018 fort. Sie werden also während des Jahres 2018 aufgelöst.
Mit den gemeinsamen Servicestellen sollte vermieden werden, dass Behinderte und von Behinderung bedrohte Menschen verschiedene Sozialversicherungsträger aufsuchen müssen, um die Zuständigkeit für einen Versicherungs- oder sonstigen Leistungsfall zu klären.
Die gemeinsamen Servicestellen sollten das Anliegen des Leistungsberechtigten sichten, Reha-Anträge aufnehmen und den zuständigen Reha-Träger ermitteln. Von der Gemeinsamen Servicestelle wurde bei Bedarf auch der weitere Kontakt zum zuständigen Reha-Träger hergestellt und der Reha-Antrag weitergeleitet. Auch in laufenden Reha-Verfahren konnte sich der Bürger erneut an die Gemeinsame Servicestelle wenden, um Auskünfte uns sonstige Hilfestellung einzuholen.
Organisatorisch beteiligt waren vor allem die gesetzlichen Rentenversicherungs-, Unfallversicherungs- und Krankenversicherungs-Träger, die Dienststellen der Bundesagentur für Arbeit sowie auch die formal nicht als Rehabilitationsträger geltenden Integrationsämter.
Die diesbezüglichen Aufgaben im Sozialverwaltungsverfahren sind mit dem Inkrafttreten des Bundesteilhabegesetzes dem jeweils zuständigen Rehabilitationsträger zugewiesen worden, wo stattdessen „Ansprechstellen“ eingerichtet werden. Ihre Aufgaben sind im Sommer 2018 noch unklar, insbesondere ob sie auch beratende Funktion übernehmen. Die weitere Entwicklung hängt vom jeweiligen Träger der Stellen ab.